# Alchemilla catalaunica
Alchemilla catalaunica es una especie de planta del género Alchemilla, perteneciente a la familia Rosaceae.

## Taxonomía
Alchemilla catalaunica fue descrita por Rothm. en 1934.

## Distribución
Se encuentra en el territorio de Francia y España.